# زينب عبد الأمير
زينب عبد الأمير خليل إبراهيم سياسية وصحفية بحرينية. عضوة في مجلس النواب من 12 ديسمبر 2018 عن الدائرة السابعة في محافظة العاصمة.

## التعليم
حاصلة على ماجستير حول تقييم حرية الصحافة بعد ميثاق العمل الوطني من الجامعة الأهلية.

## المسيرة المهنية
عملت أخصائية إعلام أولى في إدارة العلاقات العامة والإعلام في وزارة الأشغال وشئون البلديات والتخطيط العمراني. كما عملت صحفية في صحيفة الأيام.

## مجلس النواب
قررت دخول المعترك السياسي من خلال الترشح لعضوية مجلس النواب عن الدائرة السابعة في محافظة العاصمة. في الجولة الأولى حصلت على 1092 صوت بنسبة 16.97% لتحل ثانية مما استوجب إقامة جولة ثانية حيث خسرت من أسامة الخاجة بعد حصولها على 1373 صوت بنسبة 39.60%.
ترشحت مجددا في الانتخابات التالية في عام 2018 في نفس الدائرة الانتخابية. حضر مندوبو وكالة الأنباء الفرنسية ووكالة الأنباء الألمانية وقناة الحرة افتتاح مقرها الانتخابي حيث أنها المترشحة الوحيدة التي سلط الإعلام الدولي الضوء عليها. في الجولة الأولى التي أقيمت في 24 نوفمبر 2018 حصلت على 2945 صوت بنسبة 49.20% مما استوجب إقامة جولة ثانية في 1 ديسمبر حيث استطاعت التغلب على منافستها عفاف الموسوي بحصولها على 3092 صوت بنسبة 65.29%. يذكر أنها المرة الأولى في تاريخ الانتخابات في البحرين التي تتنافس فيه امرأتان في الجولة الثانية (الإعادة) في إحدى الدوائر الانتخابية وذلك بعد إزاحة المتنافسون الرجال.
وهي أول امرأة تفوز في دورتين متتاليتين في الوطن العربي.